# Mariana Molina
Mariana Nunes de Souza Molina  (sinh ngày 5 tháng 10 năm 1990)  là một nữ diễn viên người Brazil đã tham gia vào một số bộ phim truyền hình.

## Tiểu sử
Molina có hai anh em trai: người trẻ hơn tên là Henrique, còn chị gái cô tên là Carol. Mối quan tâm của cô đối với sự nghiệp nghệ thuật bắt đầu khi cô mới 9 tuổi, sau khi cô đề nghị mẹ tham gia một công ty diễn viên nhí. Trong thời gian này, cô cũng bắt đầu xuất hiện trong quảng cáo và làm việc như một người mẫu trẻ em.

## Sự nghiệp
Cô đã đóng vai Creuza Maria trong telenovela Pícara Sonhadora năm 2001. Mariana Molina đã giành chiến thắng trong cuộc thi Caça-Patrulheiro năm 2002, trong đó cô đã đánh bại hơn 12 nghìn người và cuối cùng, cô được chọn để dẫn chương trình truyền hình của Nickelodeon. Nữ diễn viên đóng vai phản diện chính của Malhação năm 2009. Nhân vật của cô, tên là Bia, là một thiếu niên bốc đồng, người yêu nhân vật chính, Bernardo (do Fiuk thủ vai) và cố gắng đẩy anh ta ra khỏi Cristiana (Cristiana Peres). Nhân vật phản diện đã gia nhập một liên minh với Tati (Élida Muniz), một người bạn và một đối thủ và cũng yêu Bernardo. Họ cùng nhau cố gắng chia rẽ cặp đôi chính. Cô đóng vai Cris trong Rede Globo telenovela Amor Eterno Amor 2012, nhân vật của cô là bạn của cả Tati (Adelaide de Castro) và Gabi (Olívia Torres), và là con gái của Beatriz Mainardi (Carolina Kasting) João (Luis Augusto Formal). Nhân vật này rất gần gũi với bố của mình, và đau khổ vì bố mẹ ly hôn. Nhân vật của cô có một tình yêu đơn phương dành cho Kléber (Marcelo Faria). Mariana Molina đóng vai học sinh trung học Patrícia trong Rede Globo telenovela Verdades Secretas 2015.